# Telinga
Telinga é o título original de um conto indonésio de Seno Gumira Ajidarma publicado em português em Timor-Leste com o título Orelhas. Esta tradução da língua indonésia para a língua portuguesa foi feita por João Paulo T. Esperança e publicada no suplemento literário Várzea de Letras, na edição de Outubro/Novembro de 2004. 
Este conto foi publicado pela primeira vez no diário indonésio Kompas, em 9 de Agosto de 1992. Foi novamente publicado em Pelajaran Mengarang (Contos seleccionados do jornal Kompas em1993). Foi traduzido para inglês por Riana Puspasari, e publicado com o título “Ears” em The Jakarta Post, em 1994. Traduzido novamente para a língua inglesa por Jan Lingard, foi publicado com o título “Ears” na revista Inside Indonesia, Junho 1995. O autor Seno Gumira Ajidarma escreveu em Ketika Jurnalisme Dibungkam Sastra Harus Bicara [Quando o Jornalismo é Silenciado a Literatura Deve Falar] (Yogyakarta, Yayasan Bentang Budaya, 1997): «Segundo relatado na revista Jakarta Jakarta, em finais de Outubro de 1991 o Governador de Timor Oriental Mário Viegas Carrascalão “recebeu quatro jovens no seu escritório. A dois destes jovens haviam sido cortadas as orelhas”. A imagem visual desta frase ficou-me gravada na cabeça, até fazer nascer este conto Orelhas.»
Faz parte dos contos incluídos no livro Saksi Mata.